# Peter Kalmbach
Peter Kalmbach (* 1940) ist ein deutscher Ökonom und lehrte von 1975 bis 2005 als Professor für Volkswirtschaftslehre am Institut für Konjunktur- und Strukturforschung im Fachbereich Wirtschaftswissenschaft der Universität Bremen.
Kalmbachs Forschungsgebiete sind Einkommens- und Vermögensverteilung, technischer und struktureller Wandel, Beschäftigung und Arbeitsmarkt sowie theoriegeschichtliche Fragen.
2003 gründete er mit anderen Ökonomen die Keynes-Gesellschaft.

## Schriften (Auswahl)
- Wachstum und Verteilung in neoklassischer und postkeynesianischer Sicht. Duncker & Humblot, Berlin 1972
- (Hrsg.): Der neue Monetarismus. Zwölf Aufsätze. Texte von Milton Friedman, Karl Brunner, Warren L.Smith, Joan Robinson, H.G.Johnson, Lawrence R.Klein, Ronald L.Teigen u.a. Nymphenburg, München 1973
- (zusammen mit Heinz D. Kurz): Chips und Jobs. Zu den Beschäftigungswirkungen programmgesteuerter Arbeitsmittel. Metropolis, Marburg 1992, ISBN 978-3-926570-67-3
- Friedrich Pollock (1894–1970). In: Hans Erler, Ernst Ludwig Ehrlich, Ludger Held (Hrsg.): „Meinetwegen ist die Welt erschaffen“. Das intellektuelle Vermächtnis des deutschsprachigen Judentums. 58 Portraits. Campus, Frankfurt am Main 1997. S. 415–419.
- Pollock, Friedrich. In: Harald Hagemann, Claus-Dieter Krohn (Hrsg.): Biographisches Handbuch der deutschsprachigen wirtschaftswissenschaftlichen Emigration nach 1933. Band 2: Leichter–Zweig. Saur, München 1999, ISBN 3-598-11284-X, S. 537–541.
- Höhere Arbeitsmarktflexibilität oder flexiblere Wirtschaftspolitik? Zu den Ursachen der unterschiedlichen Beschäftigungsentwicklung in den USA und in Deutschland. Friedrich-Ebert-Stiftung, Bonn 2000
- (zusammen mit Detlev Ehring) (Hrsg.): Weniger Arbeitslose – aber wie?. Gegen Dogmen in der Arbeitsmarkt- und Beschäftigungspolitik. Metropolis, Marburg 2001
- (zusammen mit Jürgen Kromphardt): Einleitung zu "Das Ende des Laissez-faire" von J. M. Keynes. Duncker & Humblot, Berlin 2011